# آل شنب (فلم)
آل شنب: هو فيلمٌ مصري، بدأ عرض يومه 31 أكتوبر 2024، بعد تأجيلٍ استمر أكثر من عام.

## قصة الفيلم
تعاني (ليلى) من تحكم والدتها في حياتها، ثم يتوفى أحد أفراد العائلة فتسافر برفقة والدتها إلى الإسكندرية لتقديم واجب العزاء، ثم تحدث العديد من المفارقات الكوميدية أثناء وجود العائلة الكبيرة التي تتكون من أربع عمّات وأولادهن وأحفادهن.

## إنتاج الفيلم
الفيلم من بطولة: ليلى علوي، ولبلبة، وسوسن بدر، وأسماء جلال، وهيدي كرم، ومحمود البزاوي، وخالد سرحان، وعلي الطيب، وإبتهال الصريطي، وحسن مالك، وسلافة غانم، ونورين أبو سعدة، وأحمد عصام، وهبة يسري، تأليف أحمد رؤوف وإسلام حسام وإخراج أيتن أمين.وقد شاركت ليلى علوي بهذا الفيلم في الدورة السادسة لمهرجان الجونة السينمائي في 17 يسمبر 2023.وكان من المقرر أن يُعرض الفيلم أول مرة في أكتوبر 2023، لكن أُجل عرضه بسبب أحداث حرب غزة. ثم حُدد الرابع والعشرين من يناير 2024 موعداً لعرض الفيلم، لكن العرض أُجل مرة أخرى بسبب عرض فيلم آخر من بطولة ليلى علوي هو مقسوم، وأخيراً بدأ عرضه يوم 31 أكتوبر 2024.

## إيرادات الفيلم
حقق الفيلم في المملكة العربية السعودية إيرادات بلغت 2.2 ألف ريال (+28.8 مليون جنيه مصري).وحقق إيرادات بلغت 66,357 دولار (+3.2 مليون جنيه مصري) في الإمارات.بينما حقق في مصر إيرادات بلغت 2,777,645 جنيه مصري.